# Maarten Houttuyn

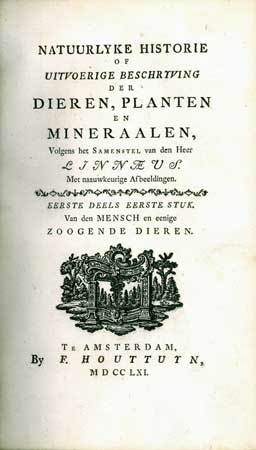
Titelblad Natuurlijke Historie

Maarten Willem Houttuyn (Hoorn, 1720 - Amsterdam, 2 mei 1798) was een Nederlandse arts en natuuronderzoeker (plant- en vogelkundige).
Houttuyn was de oudste zoon van Willem Maartenszoon Houttuyn en Aagje Zeylemaker en een achterneef van de uitgever Frans Houttuyn. (In oudere literatuur wordt soms onjuist vermeld dat Maarten Houttuyn een zoon van Frans Houttuyn was.)
Hij studeerde medicijnen in Leiden, waar hij in 1749 promoveerde. Hij huwde Hester Hoorn in 1750. Allebei werden in 1752 gedoopt in de doopsgezinde gemeente De Zon (later vaak "bij de Zon" geheten). In 1753 verhuisde hij naar Amsterdam, waar hij een uitgeverij oprichtte. Houttuyn verzorgde destijds veel vertalingen voor zijn achterneef Frans. Hij was van 1756 tot 1777 ook werkzaam als kerkdokter voor een doopsgezinde gemeente in Amsterdam. Tussen 1761 en 1773 verscheen zijn 37-delige werk Natuurlyke Historie of uitvoerige Beschryving der Dieren, Planten en Mineraalen, volgens het Samenstel van den Heer Linnaeus, dit in navolging van Carl Linnaeus.
Een voorbeeld van een door hem gepubliceerde botanische naam, is Myristica fragans Houtt., de muskaatboom, waarvan de vruchten als nootmuskaat bekend zijn.
Het monotypische plantengeslacht Houttuynia (in de familie Saururaceae) is naar hem vernoemd.
In 1784 vertaalde Houttuyn een van de eerste en meest bekende werken over de luchtballon Description des expériences de la machine aérostatique de MM. Montgolfier et celles auxquelles cette découverte a donné lieu uit 1783 van Barthélemy Faujas de Saint-Fond vanuit het Frans naar het Nederlands. Dit werk bestond uit twee delen, en beide vertalingen leidde hij in met een uitgebreid voorwoord en vulde het werk aan met aantekeningen.

Daarnaast heeft Houttuyn meegewerkt aan delen van de Nederlandsche vogelen.

## Externe links

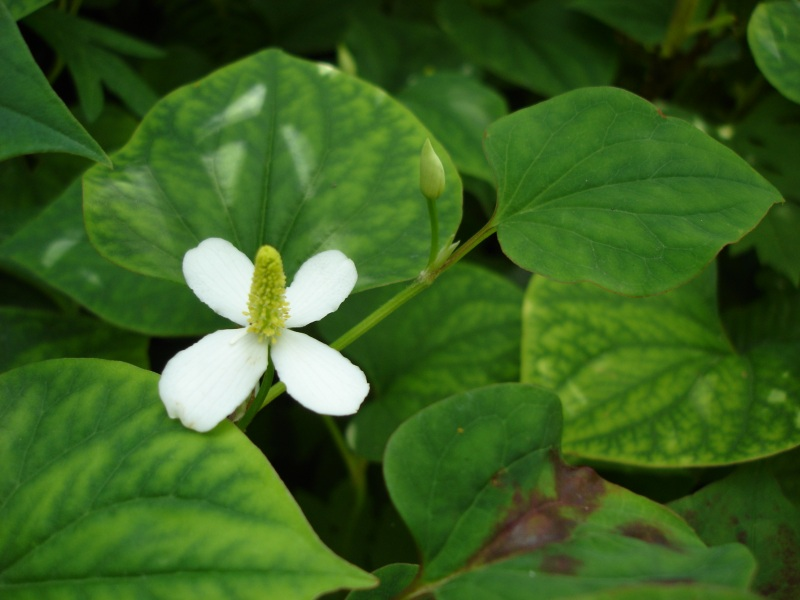
Houttuynia cordata